# 蒜味香科科
蒜味香科科（学名：Teucrium scordium）为唇形科香科科属下的一个种。产新疆北部，甘肃西部；生于水沟旁，海拔约1000米。自俄罗斯西伯利亚西部至欧洲全部均有。模式标本采自俄罗斯西伯利亚西部。

## 扩展阅读
維基物種上的相關：蒜味香科科